# Кекертат
Кекертат (гренл. Qeqertat) — поселение на северо-западе Гренландии, в коммуне Каасуитсуп. Расположено примерно в 63 км к востоку от города Каанаак, на острове Гарвард.

## История
С 1 января 2009 года Кекернат после административной реформы перешёл из муниципалитета Каанаак в подчинение коммуне Каасуитсуп.

## Демография
Население поселения по данным на 2014 год составляет 26 человек.